# Shigemi Ishii
Shigemi Ishii (石井 茂巳 Ishii Shigemi?,  nacido el 7 de julio de 1951) es un exfutbolista japonés que se desempeñaba como defensa.
Ishii jugó 15 veces para la Selección de fútbol de Japón entre 1974 y 1979. Fue elegido para integrar la selección nacional de Japón para los Juegos Asiáticos de 1974.

## Trayectoria

### Clubes
| Club              | País  | Año         |
| ----------------- | ----- | ----------- |
| Furukawa Electric | Japón | 1976 - 1986 |

### Selección nacional
| Selección | País  | Año         |
| --------- | ----- | ----------- |
| Absoluta  | Japón | 1974 - 1979 |

## Estadística de equipo nacional
| Selección de Japón | Selección de Japón | Selección de Japón |
| Año                | Part.              | Goles              |
| ------------------ | ------------------ | ------------------ |
| 1974               | 4                  | 0                  |
| 1975               | 1                  | 0                  |
| 1976               | 0                  | 0                  |
| 1977               | 4                  | 0                  |
| 1978               | 0                  | 0                  |
| 1979               | 6                  | 0                  |
| Total              | 15                 | 0                  |

## Palmarés

### Títulos nacionales
| Título                   | Club              | País  | Año       |
| ------------------------ | ----------------- | ----- | --------- |
| Japan Soccer League      | Furukawa Electric | Japón | 1976      |
| Copa del Emperador       | Furukawa Electric | Japón | 1976      |
| Copa Japan Soccer League | Furukawa Electric | Japón | 1977      |
| Copa Japan Soccer League | Furukawa Electric | Japón | 1982      |
| Japan Soccer League      | Furukawa Electric | Japón | 1985-1986 |

### Distinciones individuales
| Distinción                  | Año  |
| --------------------------- | ---- |
| Japan Soccer League Best XI | 1976 |